# Kaisa Vilhuinen
Kaisa Vilhuinen (även Karin Henriksson) , född 1 november 1855 i Nyskoga socken, död 12 januari 1941 i Purrostorp, Röjdoset i Östmarks socken i Värmland, var en skogsfinne och en av de sista runosångarna i Sverige. Hennes modersmål var finska och hon kunde många finska sånger och berättelser, och var därmed en viktig informant för finska språkforskare som besökte Finnskogen i början av 1900-talet. Hon arbetade annars som piga i hela sitt liv i Nyskoga och Östmarks socknar, däribland de skogsfinska gårdarna Mattila och Purala.
Hennes kulturarv dokumenterades av flera svenska och finska forskare, däribland finska forskarna Lauri Kettunen, Maija Juvas, Helmi Helminen-Nordberg och Astrid Reponen samt tornedalingen Matti Mörtberg. Dokumentationen finns arkiverad på bland annat Institutet för Språk och folkminnen i Uppsala, Nordiska museet och finska Institutet för de inhemska språken i Helsingfors.
Efter henne har det sverigefinska litteraturpriset Kaisa Vilhuinen-priset uppkallats.